# Brives-Charensac
Brives-Charensac ist eine französische Gemeinde mit 4242 Einwohnern (Stand 1. Januar 2022) im Département Haute-Loire in der Region Auvergne-Rhône-Alpes.
Seit 1988 besteht eine Jumelage mit Illerkirchberg im Alb-Donau-Kreis.

## Geografie
Brives-Charensac liegt am Oberlauf der Loire und grenzt unmittelbar östlich an den Départementhauptort Le Puy-en-Velay.

## Sehenswürdigkeiten
Brives-Charensac ist bekannt wegen seiner vier historischen Brücken über die Loire. Die Pont de la Chartreuse wird dabei als Monument historique klassifiziert.

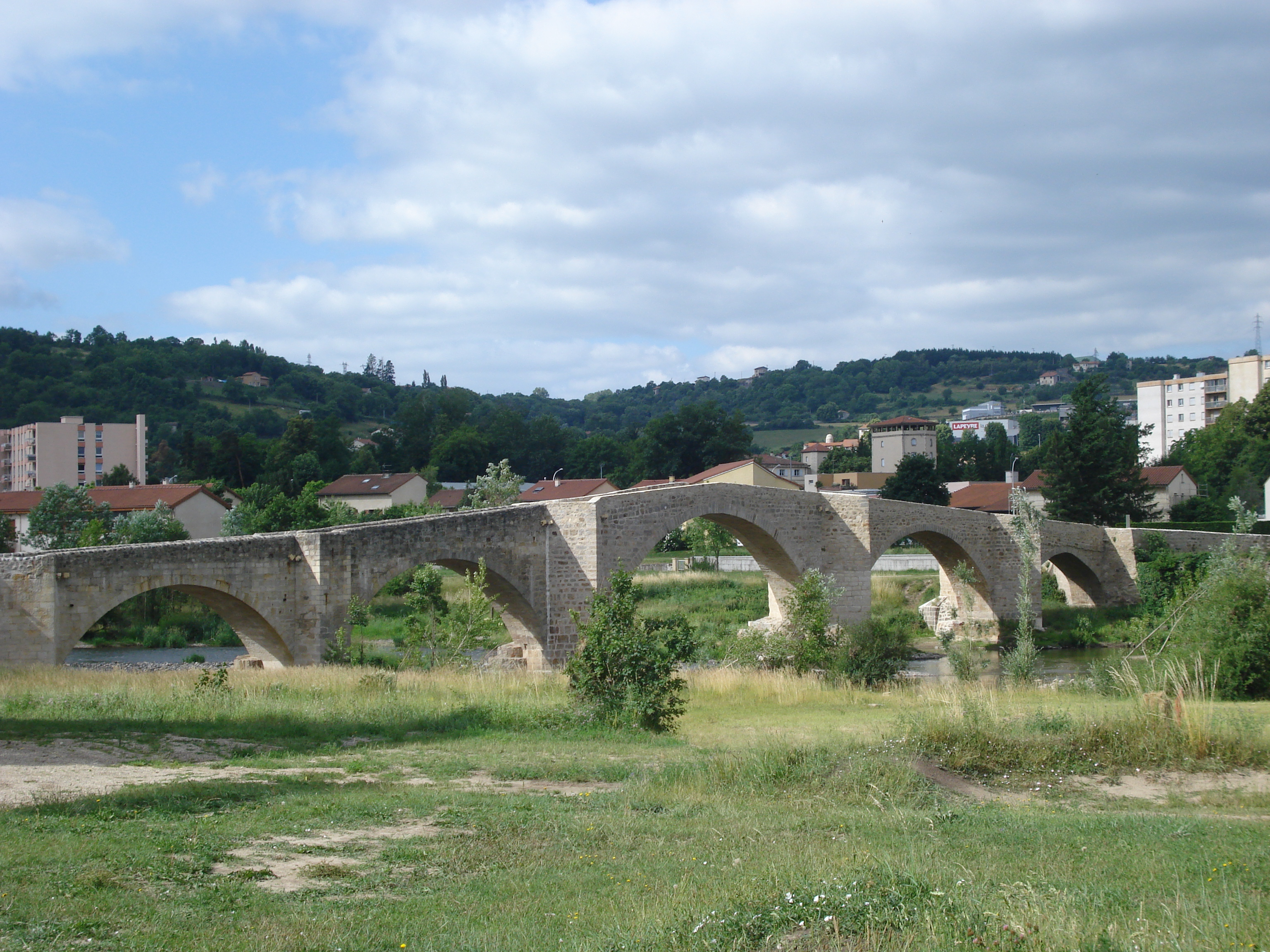
Pont de la Chartreuse
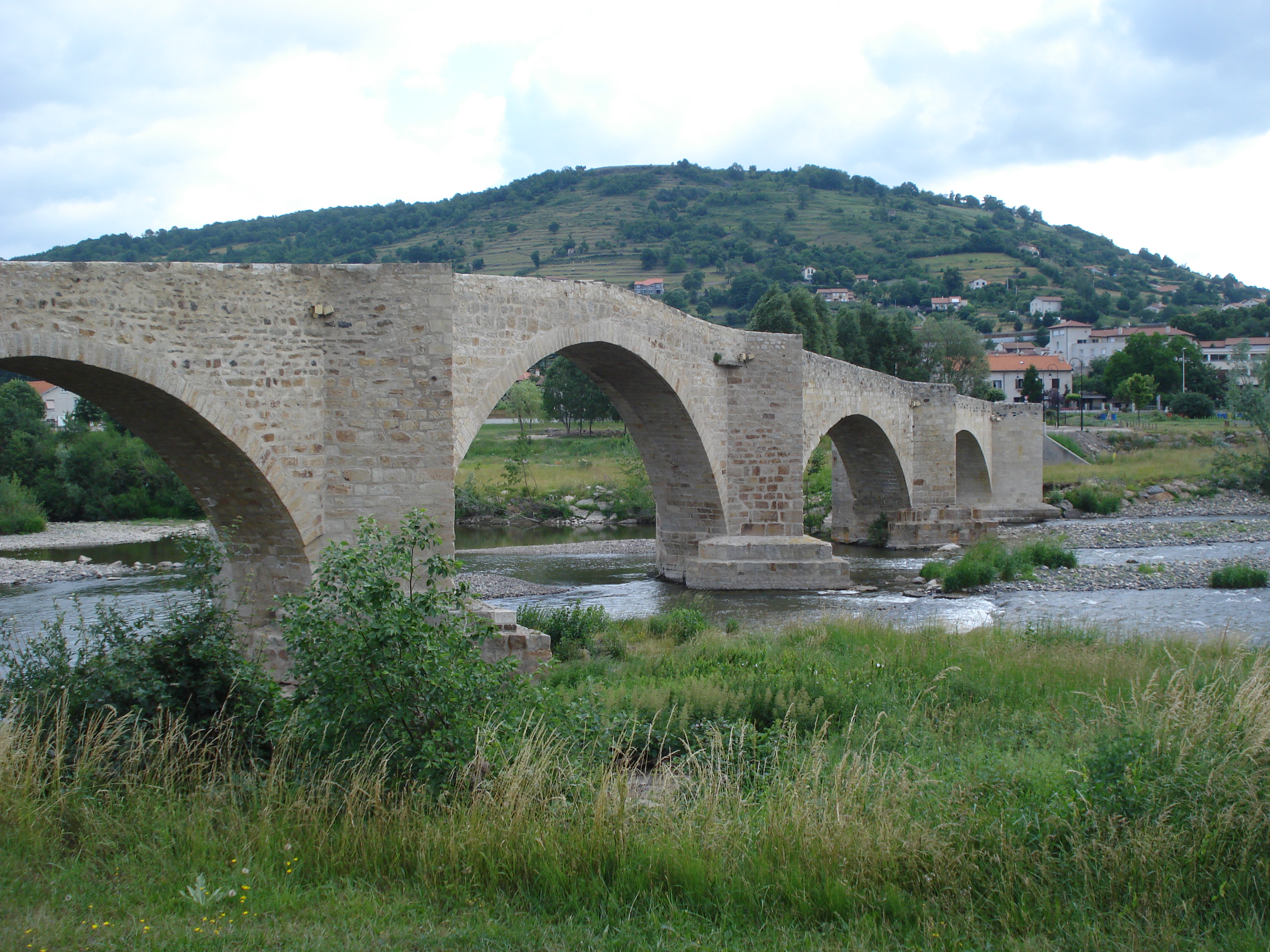
Loirebrücke
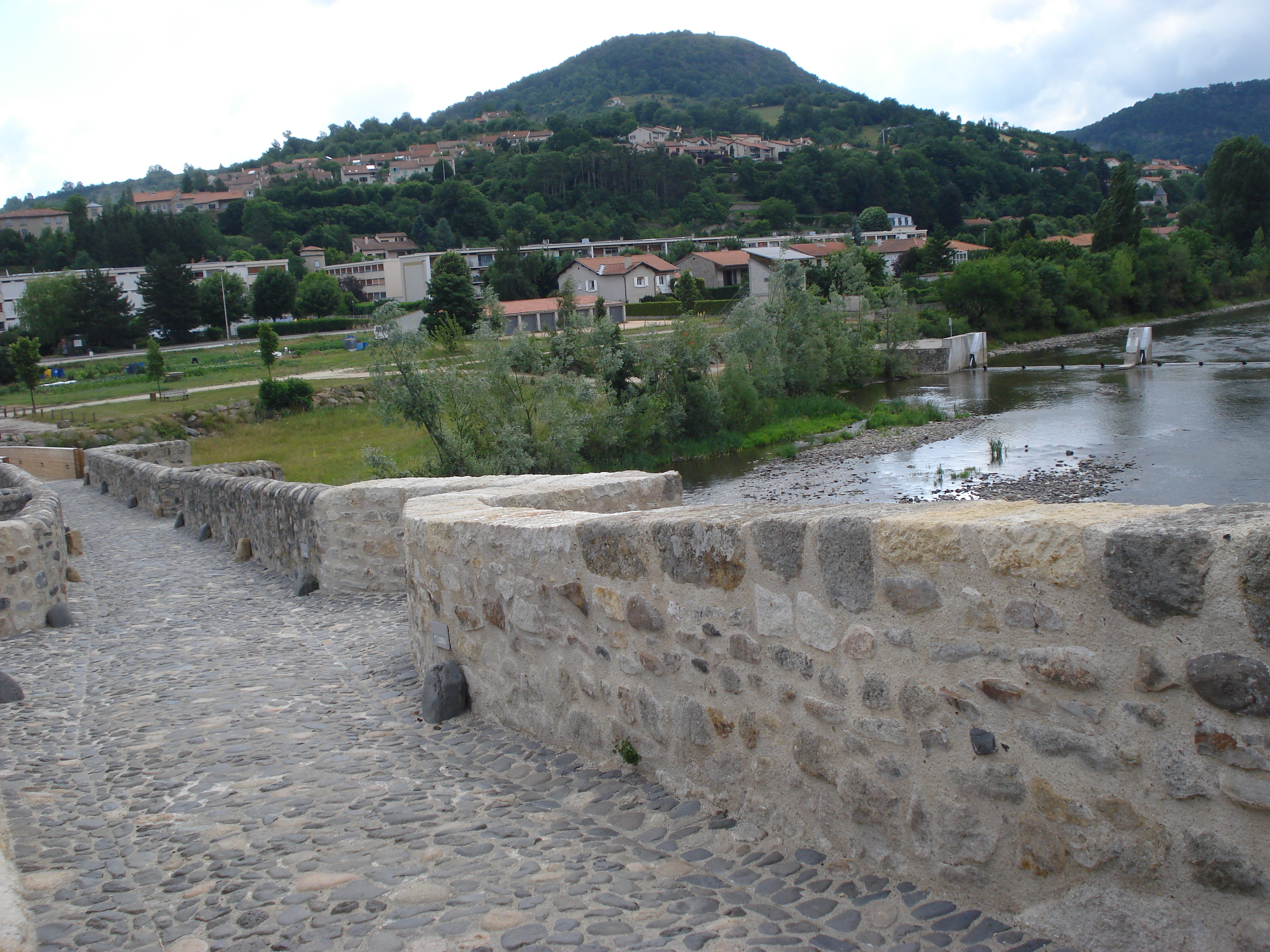
Alte Brücke über die Loire
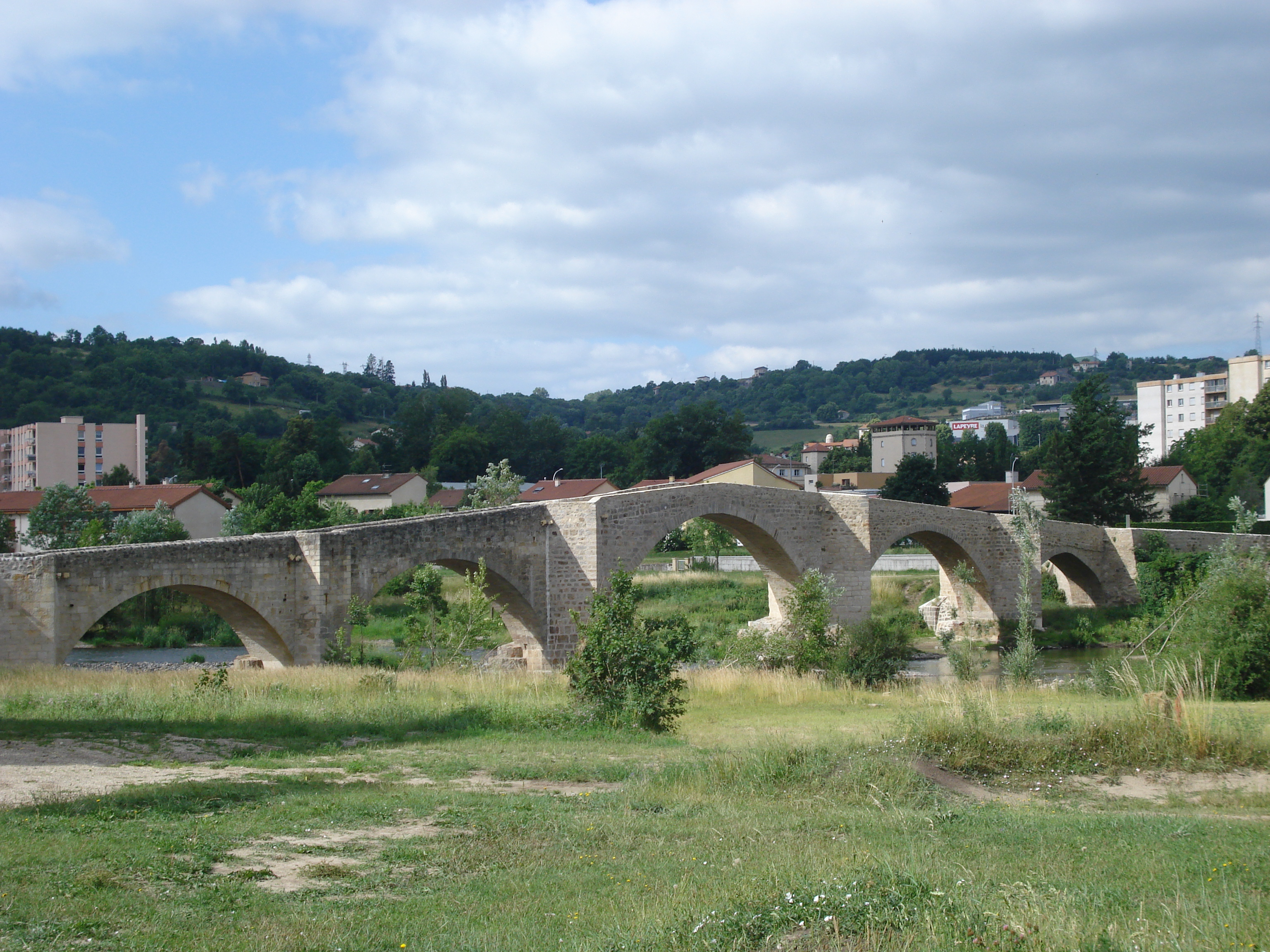
Gallo-Römische Brücke

## Bevölkerungsentwicklung
| Jahr                       | 1962 | 1968 | 1975 | 1982 | 1990 | 1999 | 2008 | 2017 |
| Einwohner                  | 2022 | 2880 | 3713 | 4069 | 4399 | 4356 | 4146 | 4085 |
| Quellen: Cassini und INSEE |      |      |      |      |      |      |      |      |